# Secretari de Comerç dels Estats Units
El secretari de Comerç dels Estats Units (SecCom) és el cap del Departament de Comerç dels Estats Units. El secretari és nomenat pel president dels Estats Units amb el consell i l'aprovació del Senat dels Estats Units i forma part del gabinet del president. El secretari s'encarrega de promoure les empreses i indústries estatunidenques. El departament descriu la seva missió com «fomentar, promoure i desenvolupar el comerç interior i exterior».
Fins al 1913 hi hagué un secretari de Comerç i Treball, car aquest departament estava unit amb el Departament de Treball, que actualment és dirigit pel seu propi secretari de Treball.
L'actual secretari de Comerç és Wilbur Ross, que fou nomenat pel president Donald Trump i aprovat pel Senat el 28 de febrer del 2017.